# あつまれ!MUSIC COASTER
あつまれ!MUSIC COASTER（あつまれ・ミュージック・コースター）は、FM OSAKAで放送されていたオールJ-POPのFMラジオ音楽番組である。

## 概要

### 沿革
- 2011年4月 - 放送開始。

MUSIC COASTER、MUSIC COASTER ∞と続くMUSIC COASTERシリーズ3本目。
リニューアルした点は、
1. 放送時間が2時間に半減した。
2. 遠藤が1週間通してDJを担当する。
3. その他一部コーナーの開始・終了があった。

- 2012年4月 - みぃの加入。これにより、COASTER(オリジナル版)時代後期から続く2人DJ体制が復活
- 2014年3月 - 番組終了。

9年続いたMUSIC COASTERシリーズの終焉にもなった。遠藤は同じ枠で放送される遠藤淳のYou've Got a Radio!のDJとして、みぃはよしもとラジオ高校～らじこーのDJとして、引き続き帯番組を務める。

### 番組グッズ
COASTER(オリジナル版)時代から定期的に番組グッズを製作していた。この番組でも、番組内で出題される「シンクロ」Qに正解した人の中から抽選でプレゼントされた。
- MUSIC COASTER ∞ オリジナルシャーペン

## 放送時間
- 2012年7月-2014年3月

月-木 18:00-19:50(Love in Actionが19:50-20:00に移動したため)
- 2011年4月-2012年6月

月-木 18:00-20:00

## DJ
- 遠藤淳

MUSIC COATER(オリジナル版)からDJを務めている。2012年3月までは一人で帯(月-木)のDJを担当していた。
- みぃ

2012年4月から新DJにつとめる。

## タイムテーブル
☆はMUSIC COASTERから引き継いだコーナー。
2014年3月時点
- 18:14 Traffic Report
- 18:15 COASTER PARTY by NTTドコモ☆
- 18:57 Traffic Report
- 19:15 JSBC SNOWTOWN White Information
- 19:17 ゲレンデインフォメーション
- 19:25
  - (火)愛です！ Circle
  - (水)風男塾のモテすぎてえらいわ!?　
  - (木)NMB48のりっすんぷりーず!
- 19:48 Traffic Report

## NMB48のりっすんぷりーず!
『NMB48のりっすんぷりーず!』（エヌエムビーフォーティーエイトのりっすんぷりーず）は、この番組内で2011年4月4日から放送されていたNMB48の冠番組である。NMBにとってこの番組が初のレギュラーラジオ番組となる。

### 放送時間
番組内コーナーのため、時間には若干の前後がある。2012年度までは連日放送されたが、2013年度からは1曜日に縮小され、他の曜日と共に“タテ帯”コーナーの一つになった。
- 毎週木曜 19:25頃 - （2013年4月4日 - ）
- 毎週月曜-木曜 18:05頃 - （2011年4月4日 - 2013年3月28日）

### パーソナリティ
- NMB48 - 3名程度が週替わりで登場する。

| FM OSAKA 月-木18:00-19:50     | FM OSAKA 月-木18:00-19:50 | FM OSAKA 月-木18:00-19:50                 |
| 前番組                        | 番組名                    | 次番組                                    |
| ----------------------------- | ------------------------- | ----------------------------------------- |
| MUSIC COASTER ∞ (16:00-20:00) | あつまれ!MUSIC COASTER    | 遠藤淳のYou've Got a Radio! (16:00-19:50) |
| FM OSAKA 月-木19:50-20:00     |                           |                                           |
| MUSIC COASTER ∞ (16:00-20:00) | あつまれ!MUSIC COASTER    | Love in Action(17:50-18:00から枠移動)     |